# 近沢レース店

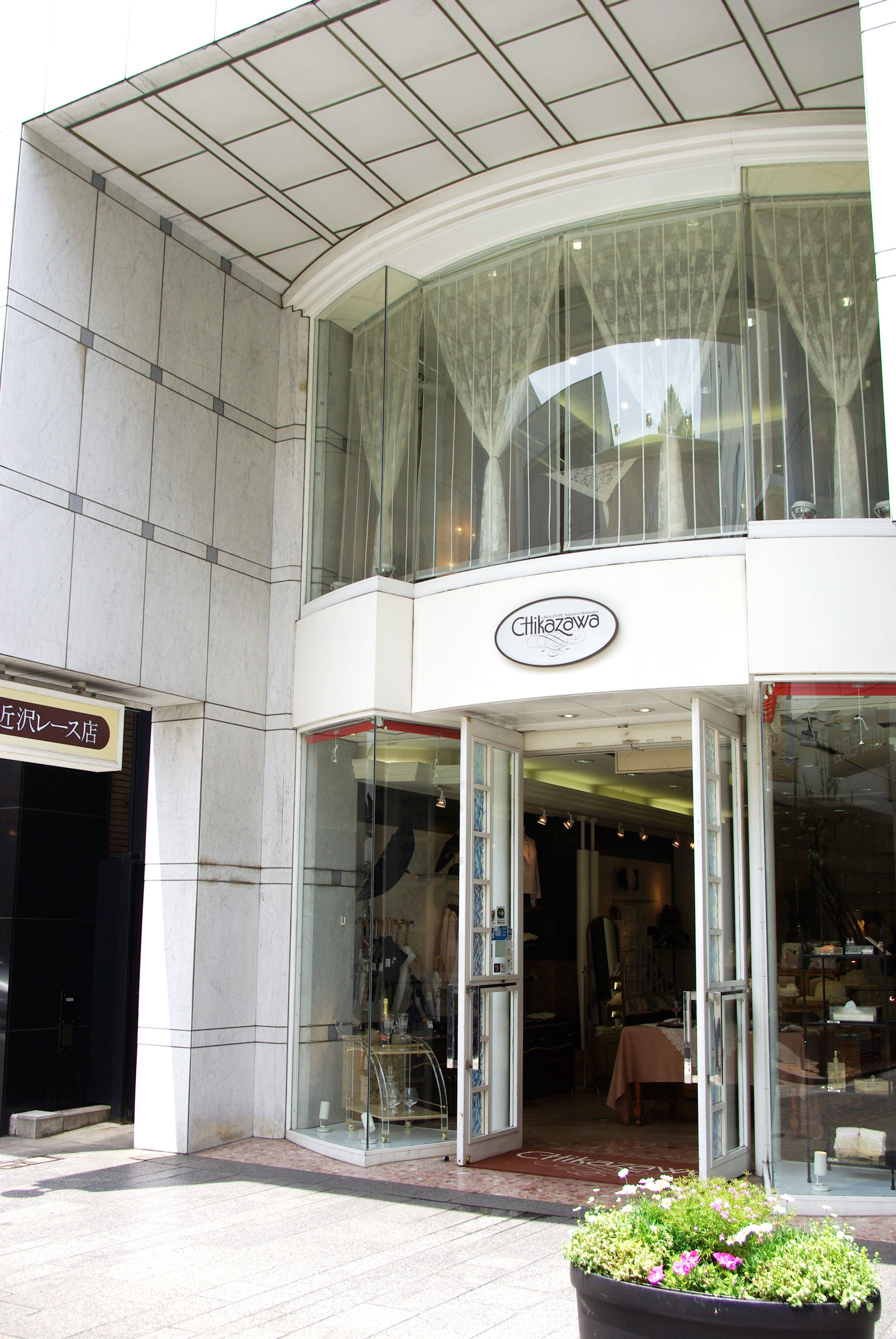
近沢レース店 横浜元町本店

株式会社近沢レース店（ちかざわレースてん、株式会社近澤レース店）は、横浜元町に本店を置くレース店。

## 主な製品
ハンカチ、エプロン、テーブルクロス、カーテン、衣料、日傘、傘、インテリア、バッグ、アンティークレースなど、各種レース製品。

## 店舗
- 本店 - 横浜市中区元町3-119
- 支店 - 全国主要都市に43店舗

## 沿革
- 1901年5月 - 近澤平吉により、横浜市中区元町に絹の輸出商として創業
- 1923年11月 - 近澤つるにより、横浜市中区元町（現本店）に、小売商近沢レース店を開店
- 1951年5月 - 有限会社に改組
- 1979年6月 - 株式会社に改組

近沢レース店は明治34年に絹の輸出商として創業。その後、麻生地の小売業に転身。当時より、港街として栄えてきた横浜は異国文化と共に来賓や移住者も多く、海外からのお客を中心にテーブルクロスやシーツ、開襟のブラウス等、オーダーメイドの製造をおこなう。その際に装飾として刺繍やレースを付けたことが大変好評となり、レースを取り扱うようになる。今日に至る。